# .jo
.jo là tên miền quốc gia cấp cao nhất (ccTLD) của Jordan. Một địa chỉ ở trong nước là yêu cầu để đăng ký tên miền.jo. Được quản lý bởi [NITC - Lưu trữ ngày 21 tháng 11 năm 2018 tại Wayback Machine.

## Các tên miền cấp 2
- .com.jo: Công ty, tổ chức
- .net.jo: Nhà cung cấp mạng
- .gov.jo: Chính phủ
- .edu.jo: Cao đẳng, đại học, trường học, cơ sở giáo dục
- .org.jo: Tổ chức phi lợi nhuận
- .mil.jo: Quân đội
- .name.jo: cá nhân
- .sch.jo:Trường học